# Gare de Caen-Saint-Martin
Pour les articles homonymes, voir Gare de Saint-Martin.
Ne doit pas être confondu avec Gare de Caen ou Gare de Caen-Saint-Pierre.
La gare de Caen-Saint-Martin est une ancienne gare ferroviaire française de Caen, terminus de l'ancienne ligne de Caen à la mer. Le bâtiment voyageurs est aujourd'hui le seul élément visible de l'histoire ferroviaire de ce lieu.

## Histoire

### XIXesiècle
La gare est prévue à l'origine pour être commune à deux lignes : de Caen à Courseulles et de Caen à Aunay ; une commission est mise en place pour engager des pourparlers entre les deux compagnies exploitantes,.
Elle est construite à 300 mètres de la place Saint-Martin dans les « champs Saint-Michel » à partir de 1873. Dans l'avant-projet, elle n'était située qu'à quelques mètres de la place, surélevée de 7 mètres, ce qui aurait rendu difficile son accès. Une avenue de 15 mètres de large est construite entre l'emplacement et la place Saint-Martin. La compagnie a la construction de l'avenue et la place Saint-Martin à sa charge. Les travaux sont terminés en mai 1875.
À l'ouverture de la ligne de Caen à Luc, en juin 1875, la tête de ligne à Caen est constituée d'un embarcadère provisoire. Il permet des relations avec les communes rurales du Nord de la plaine de Caen jusqu'à Douvres-la-Délivrande et la station balnéaire de Luc-sur-Mer, puis, à partir de 1876, les autres stations à l'Ouest de la Côte de Nacre (Saint-Aubin-sur-Mer, Langrune-sur-Mer, Bernières-sur-Mer et Courseulles-sur-Mer).
Après l'ouverture complète de la ligne, la gare fait l'objet de nombreuses transformations. Des quais pour les marchandises et des halles couvertes sont construits. La gare est dotée d'un croisement à trois voies, celui-ci permet d'y installer une voie nouvelle avec plaque tournante, dite voie de l'Ouest, car les trains de la grande ligne devaient aller se garer dans gare de Caen-Ouest après l'ouverture du raccordement entre les deux gares en 1877. Une remise aux voitures est construite, alors que les installations du dépôt sont complétées par plusieurs annexes. Enfin une grue hydraulique, reliée au réservoir du dépôt, est placée en arrière des aiguilles de tête. La longueur de son unique quai à voyageurs est presque doublée pour atteindre 9 m de longueur quai. Mais à cette date, le bâtiment voyageur n'est encore qu'une construction provisoire. Le bâtiment voyageurs encore existant actuellement, est achevé en 1884. 
La gare est exploitée à partir de 1886 par la Compagnie de chemin de fer de Caen à la mer.

Plan de voies de la gare et du raccordement avec le réseau de l'État

### XXesiècle
Le 15 mai 1933, l'exploitation de la ligne est reprise par l'administration des chemins de fer de l'État, essentiellement pour le service d'été. L'atelier et le dépôt de la gare Saint-Martin sont alors fermés ; l'entretien des locomotives et du matériel roulant sont transférés au dépôt de Caen-État. Pour permettre le retournement des michelines unidirectionnelles, la plaque-tournante est alors allongée. 
Afin de supprimer le refoulement en gare de Caen-Saint-Martin des trains reliant Paris à la côte via la gare de Caen, un quai à demeure avec un guichet est établi début juillet 1938 juste après la jonction entre la ligne principale et le raccordement, en haut de l'avenue de Creully. Le trafic en gare de Caen-Saint-Martin se trouve ainsi réduit.
La ligne est fermée le 8 décembre 1950 et la gare de Caen-Saint-Martin est alors fermée. Dans les années 1960, des immeubles sont construits à l'emplacement des anciennes voies déposées. L'ancien bâtiment voyageurs est actuellement occupé par la Circonscription d'action sociale de Caen-Centre.

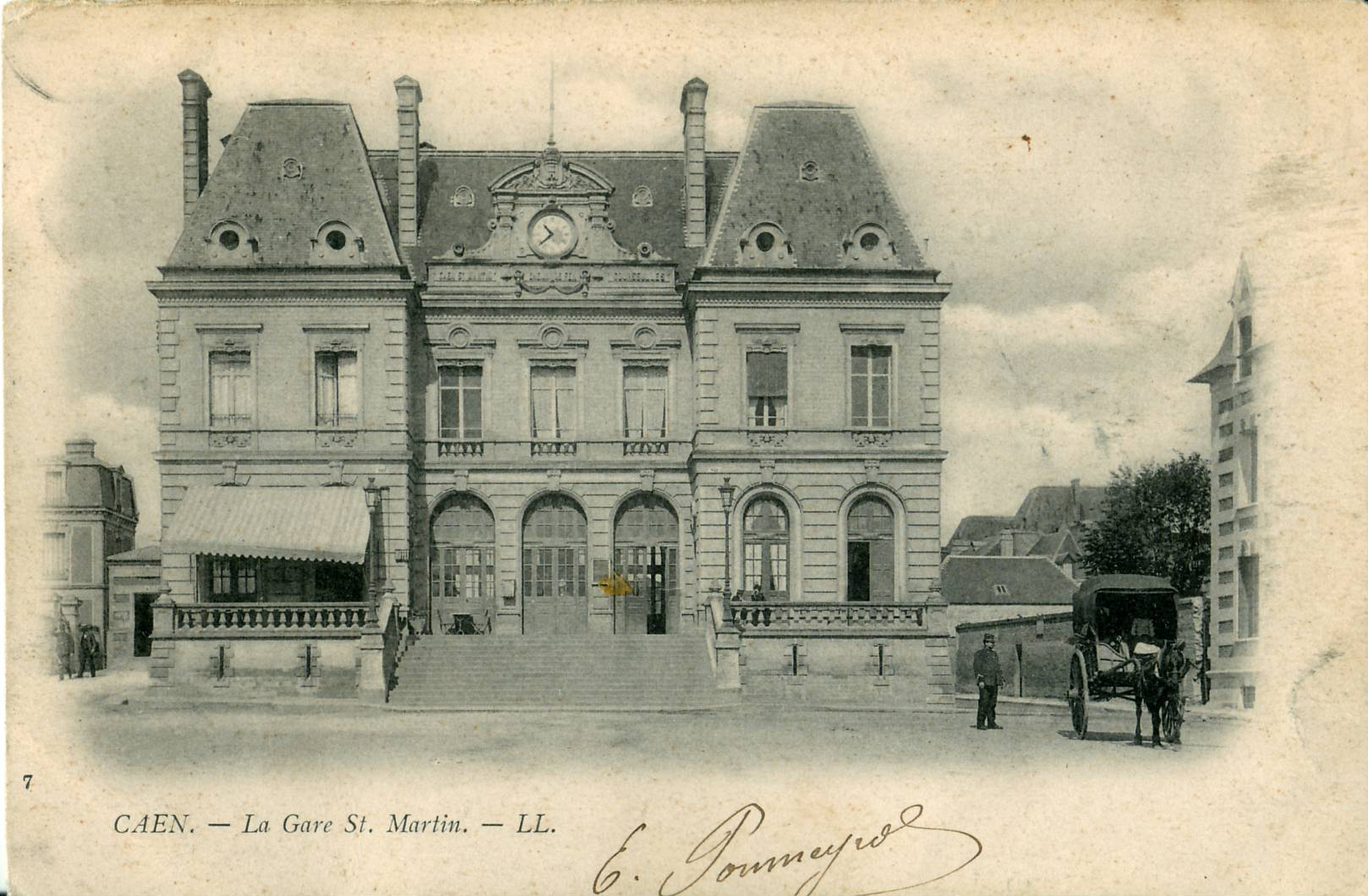
Bâtiment voyageur, au début du XXe siècle.
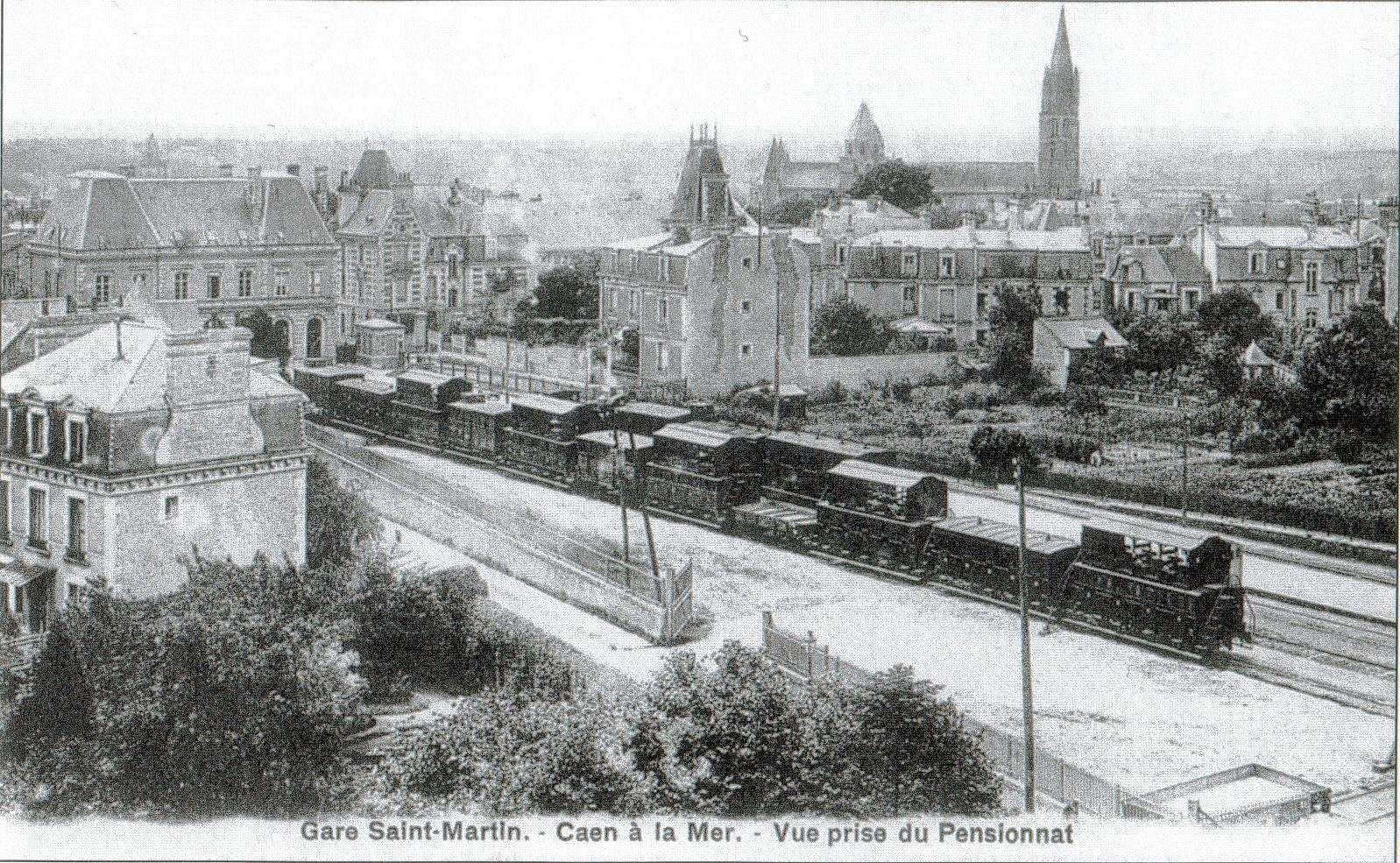
Les quais au début du XXe siècle.

## Correspondances
Le 29 novembre 1901, est inauguré le réseau de la Compagnie des tramways électriques de Caen (à voie métrique). La gare Saint-Martin est le terminus de la ligne 1 en direction de la gare de l'Ouest jusqu'à la fin de l'exploitation du tramway le 23 janvier 1937.
L'ancienne gare est aujourd'hui desservie par les lignes 1, 9 et 10 du réseau Twisto (arrêt Place du Canada).